# Portal Gördelingerstraße 43

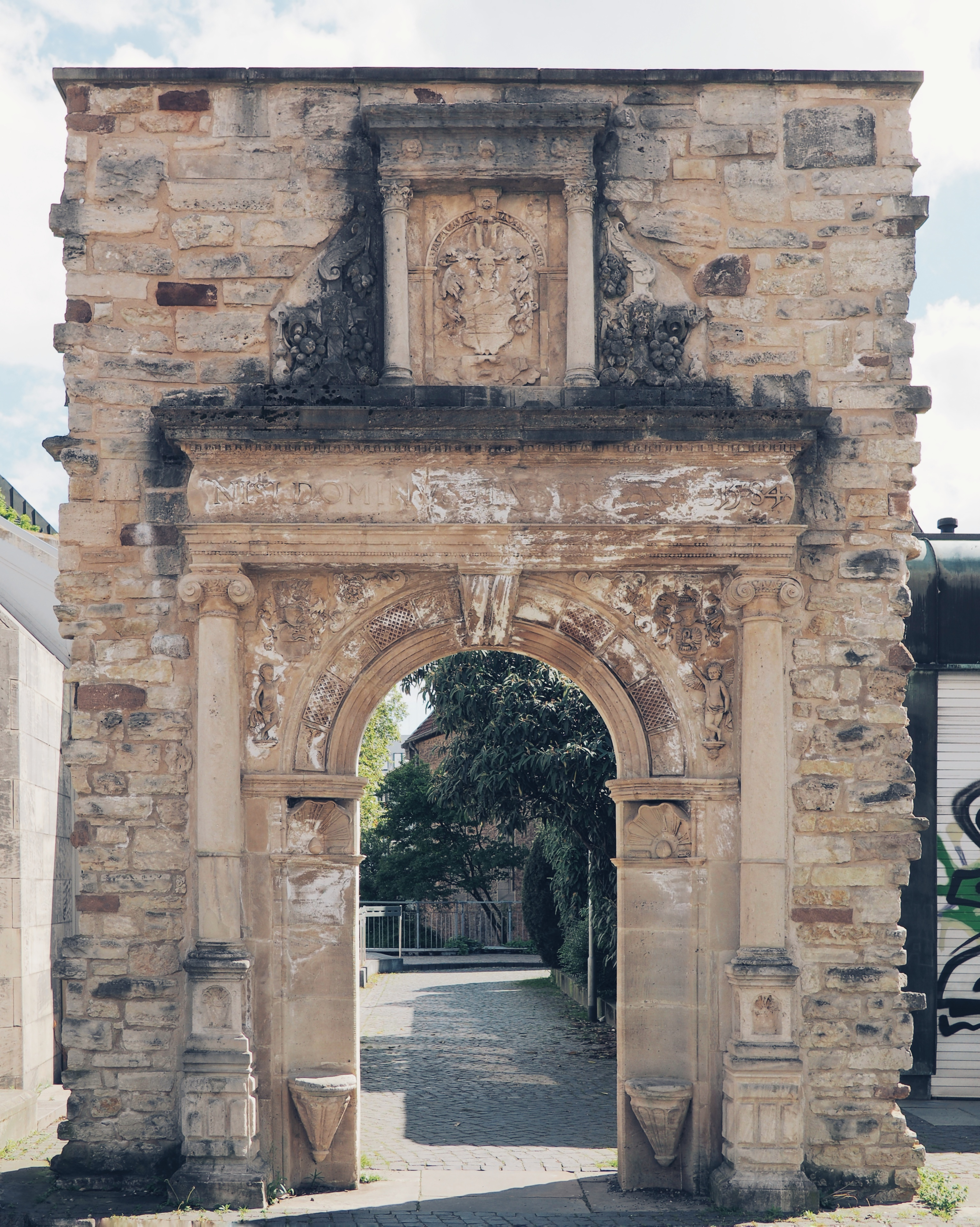
Das Portal heute: Ein- bzw. Ausgang der Bartholomäustwete.

Das Portal Gördelinger Straße 43 in Braunschweig ist ein Renaissance-Portal aus dem Jahr 1584. Es umfasste ursprünglich die Eingangspforte eines zwischen 1584 und 1590 für die Kaufmanns- und Wechslerfamilie von Strombeck umgebauten Patrizierhauses. Das Haus wurde 1944, während des Zweiten Weltkrieges, durch Bombenangriffe schwer beschädigt. Die letzten Trümmer wurden 1973 vollständig abgerissen. Lediglich das Portal blieb als Spolie erhalten und wurde 1975 fast am ursprünglichen Standort wieder errichtet.

## Geschichte

Das Portal 1892

Unter der heutigen Adresse Gördelinger Straße 43 befand sich bereits 1483 ein großzügiges Haus, das im 19. und Anfang des 20. Jahrhunderts nach seinen Besitzern auch Pollsches Haus genannt wurde. Dieses 39 m lange, traufständige Gebäude hatte einen gemauerten zweigeschossigen Unterbau mit einer aus Fachwerk bestehenden, vorkragenden Etage darüber.
1584 wurde ein Rundbogenportal für die Eingangspforte errichtet. Ein sehr ähnliches Portal befand sich bis Mitte des 18. Jahrhunderts in der Heydenstraße im Haus mit der Assekuranznummer 640. Das Portal Gördelingerstraße 43 wird auf beiden Seiten von je einer Sitznische mit einer nach oben abschließenden Muschel flankiert, die wiederum neben sich je eine Säule mit ionischen Kapitellen haben, die einen steinernen Architrav tragen, auf dem sich eine Ädikula befindet. Der Architrav trägt in Majuskeln die Lateinische Inschrift NISI DOMINUS FRUSTRA ANNO 1584 (Wenn der Herr nicht [das Haus baut], ist es vergebens [errichtet]. Im Jahre [des Herrn] 1584). Dabei handelt es sich um eine stark verkürzte Paraphrase von Psalm 127. Dieses Zitat fand sich auch an anderen Portalen der Stadt, so An der Martinikirche 7 (von 1578) und dem „Brauner Hirsch“ genannten Haus Südklint 15 (von 1591). Das Portal Südklint 15 konnte vor den Zerstörungen des Zweiten Weltkrieges gerettet werden. Nach seiner Restaurierung wurde es 1974/75 in das Haus kirchlicher Dienste des Diakonischen Werkes Braunschweig, Klostergang 66, auf dem Gelände des Klosters Riddagshausen eingelassen.
Unter dem Architrav ist ein mit Ziermustern ausgelegter Rundbogen zu sehen, dessen Zwickeln links und rechts je einen kleinen Engel enthalten, die jeder einen Wappenschild hoch halten, links das von Hilmar von Strombeck, recht das seiner Frau Katharina Schrader. Die Schilde waren aus dem Stein herausgearbeitet und die Wappen farbig darauf gemalt (diese farbige Fassung ist heute nicht mehr vorhanden). Der Architrav wiederum trägt eine Ädikula mit korinthischen Säulen auf beiden Seiten sowie rechts und links ein aus Fruchtbündeln und Blattwerk blickende Maskenköpfe. Im Zentrum ist das Wappen in einer Kartusche angebracht.
Die Rückseite ist bis auf zwei Wappen schmucklos, da sie ursprünglich in die Hausfront integriert war. Die Wappen sind wieder die der Familien von Strombeck und Schrader und tragen jeweils die Jahreszahl 1590.
Das Haus mit der Assekuranznummer 83 hatte von 1444 bis 1581 der Goldschmiede- und Ratsherrenfamilie von Velstede gehört. 1581 schließlich verkaufte die Familie das Gebäude an Hilmar von Strombeck (1557–1627) und dessen späterer Ehefrau Catharina Schrader (1566–1620). 1584 begann der Neu- und Umbau des alten Gebäudes. Die Leitung der Arbeiten lag bei Baumeister Weymar Heinemann, die Portale sind Arbeiten der Steinmetzmeister Balthasar Kircher und Wolter Hasemann. Kircher war unter anderem auch für Arbeiten an der Schaufassade des nahegelegenen Gewandhauses verantwortlich. Das Gebäude blieb bis 1689 im Besitz der Familie von Strombeck. Eine der ersten Umbaumaßnahmen war der Einbau zweier repräsentativer Portale. Das eine war ein großes Durchfahrtstor, das andere das heute noch zu sehende Eingangsportal.

## Zweiter Weltkrieg und Nachkriegszeit
Foto der Ruine des gemauerten Erdgeschosses mit Portal
Fotograf: unbekannt

Link zum Foto

(Bitte Urheberrechte beachten)
Fast die komplette Bebauung der Gördelinger Straße, wie auch angrenzender Straßenzüge, wurde während des Krieges großflächig zerstört oder zumindest so schwer beschäftigt, dass an einen Wiederaufbau jahrzehntelang nicht zu denken war. Trümmer und Ruinen wurden in der Nachkriegszeit für einen zügigen Wiederaufbau nach und nach beseitigt. So wurden auch die Ruinen des Patrizierhauses Görderlinger Straße 43 schließlich 1973 abgerissen. Zu diesem Zeitpunkt war neben dem Portal nur das gemauerte Erdgeschoss des Hauses erhalten.
Vor dem Abriss war das Portal zusammen mit zwei Wappensteinen ausgebaut und eingelagert worden. 1975 wurde es, zu allen Seiten eingefasst in eine Natursteinmauer etwas zurückgesetzt von seinem ursprünglichen Standort seit dem späten 16. Jahrhundert wieder errichtet und bezeichnet heute den Ein- bzw. Ausgang der neu angelegten Bartholomäustwete, die an selber Stelle bereits seit 1362 bestehend nachgewiesen wurde.
2009 wurden 14.000 € aus verschiedenen Quellen, z. T. von privaten Spendern, bereitgestellt, um das Portal restaurieren zu können.